# Tomando control: Live
Tomando control: Live es el primer álbum en vivo del dúo puertorriqueño de reguetón Wisin & Yandel. El CD consta del recital dado el 17 de marzo de 2007 en El Choliseo de Puerto Rico y vendió 1 millón de ventas.

## Lista de canciones
1. "Intro: Tomando Control [Live]"
2. "Pegao [Live]"
3. "Eléctrica [Live]" (Wisin & Yandel Feat. Gadiel)
4. "Mírala bien [Live]"
5. "Entrégate [Live]"
6. "Atrévete [Live]" (Wisin & Yandel feat. Franco "El Gorila")
7. "Fue W [Live]"
8. "Llamé pa' verte [Live]"
9. "Sensación [Live]" (Wisin & Yandel feat. Tony Dize)
10. "Sin él [Live]"
11. "Yo te quiero (Remix) [Live]" (Wisin & Yandel feat. Luis Fonsi)
12. "Quiero hacerte el amor [Live]"
13. "Tabla [Live]"
14. "El teléfono [Live]" (Wisin & Yandel feat. Héctor "El Father")
15. "Noche de sexo [Live]" (Wisin & Yandel feat. Romeo Santos de Aventura)
16. "Nadie como tú [Live]" (Wisin & Yandel feat. Don Omar)
17. "No sé de ella (MySpace) [Live]" (Wisin & Yandel feat. Don Omar)
18. "Pam pam [Live]"

## Posición en listas
| Chart (2007)                    | Posición |
| ------------------------------- | -------- |
| U.S. Billboard 200              | 184      |
| U.S. Billboard Top Latin Albums | 7        |

### Sucesión y posicionamiento
| Predecesor: El cartel: The Big Boss de Daddy Yankee | U.S. Billboard Latin Rhythm Albums — Álbum N°. 1 13 de octubre de 2007 - 19 de octubre de 2007 | Sucesor: It's My Time de Tito el Bambino |